# Le Rosier miraculeux
Pour plus de détails, voir Fiche technique et Distribution.
Le Rosier miraculeux est un film de Georges Méliès sorti en 1904 au début du cinéma muet.